# Pennsylvania Avenue

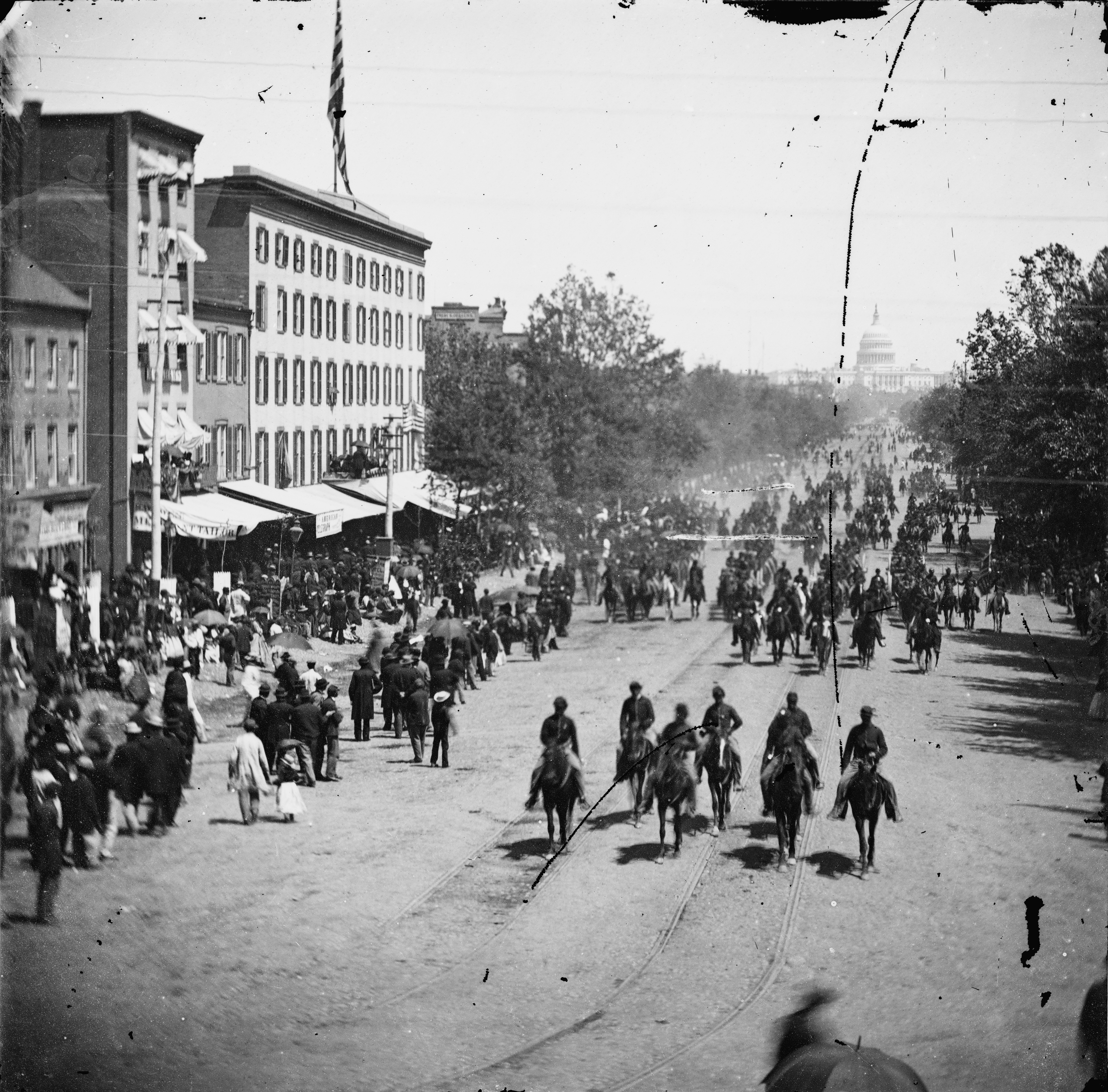
Pennsylvania Avenue 1865

Pennsylvania Avenue är en gata i USA:s huvudstad Washington, D.C..
1600 Pennsylvania NW är presidentbostaden Vita Husets adress.
Längs gatan ligger även bland annat Old Post Office Pavilion, som tidigare var stadens postkontor.